# Ludwig Feuerbach

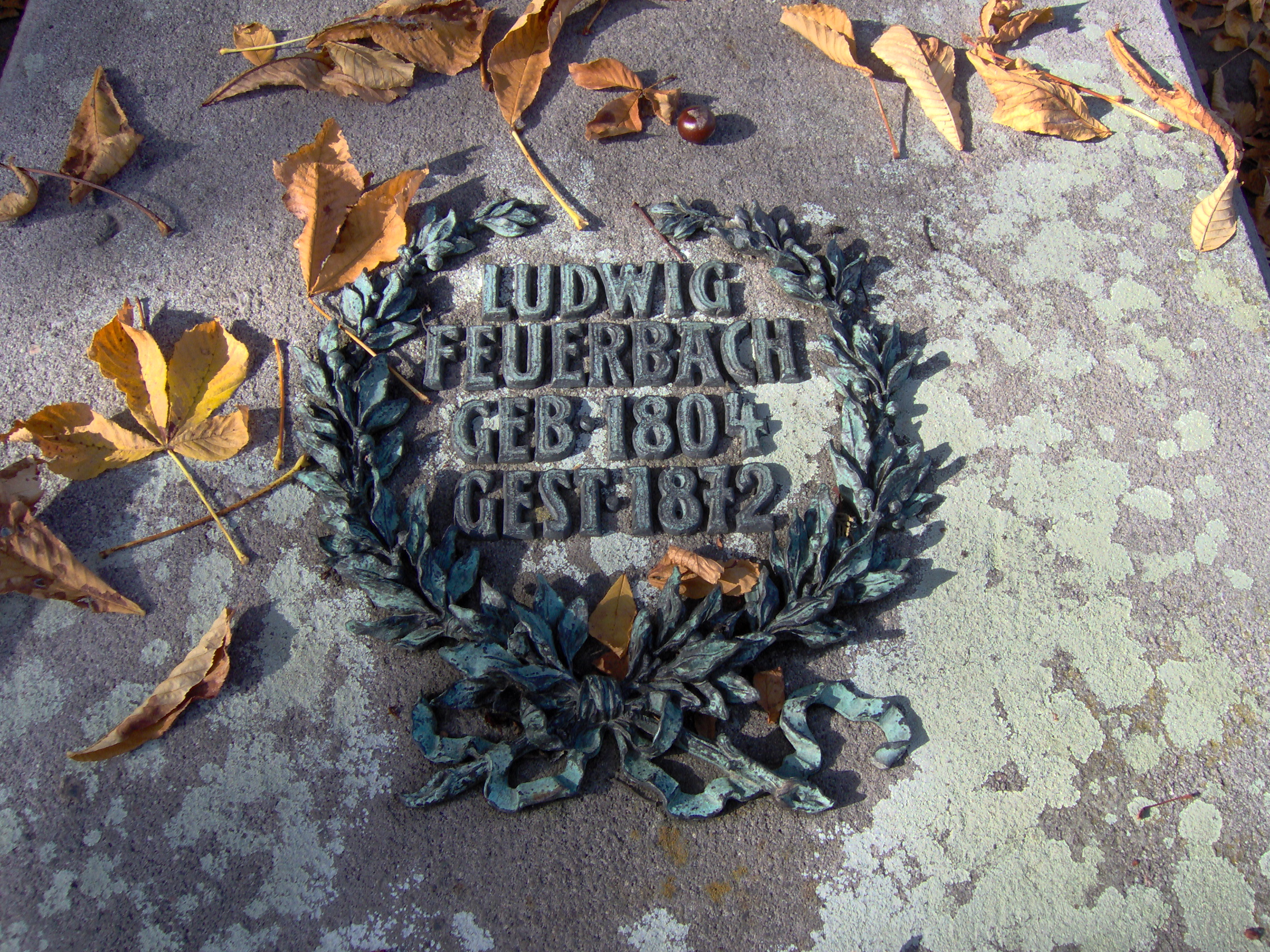
Nápis na jeho náhrobku na hřbitově 'Johannisfriedhof' (Norimberk)

Ludwig Andreas Feuerbach (28. července 1804 Landshut, Bavorsko – 13. září 1872 Norimberk) byl německý materialistický filozof a antropolog.

## Život
Feuerbachův otec, Paul Johann Anselm rytíř von Feuerbach, zámožný německý právník, dopřál svému čtvrtému synovi velmi dobré vzdělání a syn se mu odvděčil vzorným plněním svých školních povinností. Feuerbach studoval v Heidelbergu teologii, ale rozčarován z ní přešel na filosofii. Na univerzitě v Berlíně se dostal pod Hegelův vliv (stal se Mladohegelovcem), ačkoliv sám se k delšímu rozhovoru se svým předchůdcem dostal pouze jednou. Kromě filozofie se zabýval také církevními dějinami, matematikou a fyzikou.  V roce 1826 se vrátil do Erlangenu a o dva roky později tam obhájil disertaci pod názvem O jednom univerzálním a nekonečném rozumu (De infinitate, unitate atque communitate rationis).   Postupně se vzdaloval od Hegelovy idealistické filozofie. Získal titul doktora filozofie a stal se tam soukromým docentem, ovšem po vydání spisu Myšlenky o smrti a nesmrtelnosti (Gedanken über Tod und Unsterblichkeit) (1830) se musel s akademickou dráhou rozloučit. „Zapáchám ošklivým svobodomyšlenkářstvím, ateismem, ba dokonce jsem snad ztělesněný antikrist,“ napsal tehdy své sestře. V roce 1832 Feuerbach univerzitu opustil a rozhodl se věnovat výhradně spisovatelské činnosti. Po smrti otce, který ho dlouho finančně podporoval, prožíval neutěšené období existenčních starostí.
V roce 1837 oženil s Bertou Löwovou, dcerou majitele zámku a porcelánky v bavorském Bruckbergu.  To mu přineslo kromě finančního zajištění i klid na práci v žádoucím ústraní v zámeckých pokojích ve věži. Na venkovské samotě prožil více než dvacet let, narodily se mu dvě dcery. Kromě filozofie se věnoval také přírodovědeckým studiím, zejména ho zajímala entomologie. 
Zde napsal svou nejvýznamnější knihu, Podstatu křesťanství (Das Wesen des Christentums) (1841). Byl si plně vědom kvalit svého díla, cítil se jako „první, na nejpřednější pozici filozofování vysunutý filozof.“ Jeho dílo ocenila i veřejnost, v revolučním roce 1848 si užil dny slávy, vrátil se do společnosti a přednášel na heidelberské univerzitě. Odmítl se však zapojit do revolučního hnutí, které se mu jevilo avanturistické a nezralé a vrátil se do svého zámeckého azylu. Politické změny však měly zhoubný vliv i na výnosy porcelánky, a nakonec musel být v roce 1860 ohlášen bankrot.  Feuerbach, jenž vložil do podniku i své jmění, se ocitl na mizině. S manželkou se přestěhoval ze zámku do rušného a tvůrčí činnosti nepřejícího bytu v Rechenbergu u Norimberku, kde žili velmi skromně s finanční podporou přátel a příznivců. Koncem života věnoval pozornost sociologickým otázkám, zamýšlel se nad problémy třídní společnosti, studoval Marxův Kapitál. V roce 1870 se stal sociálním demokratem. Posledním dílem publikovaným za jeho života byla práce O spiritualismu a materialismu (Über Spiritualismus und Materialismus) z roku 1866. Zemřel po vleklé chorobě na záchvat mrtvice v roce 1872. Pochován je na hřbitově Johannisfriedhof v Norimberku.

## Filosofie

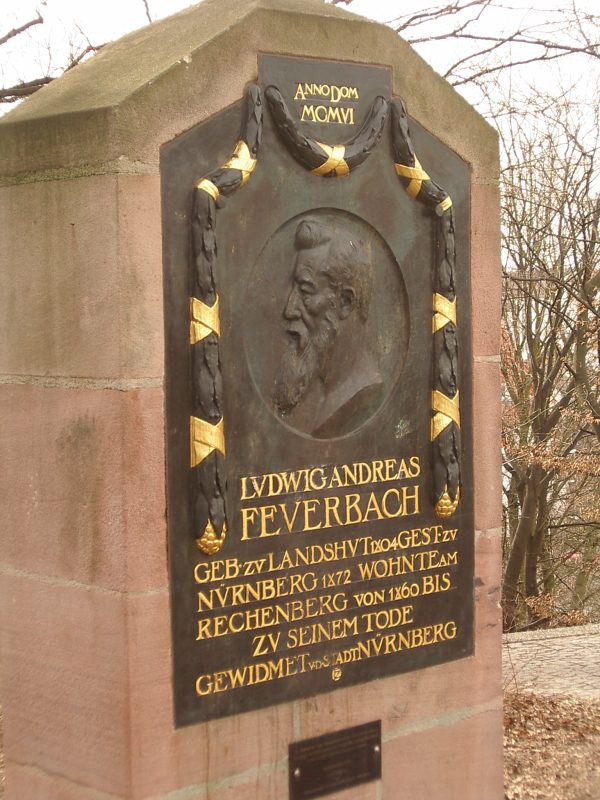
Pamětní tabule L. A. Feuerbacha v Norimberku

Ve svých hlavních spisech Podstata křesťanství (Das Wesen des Christentums), Přednášky o podstatě náboženství (Vorlesungen über das Wesen der Religion) a Theogonie se Feuerbach pokusil o široce založenou psychologii náboženství. Feuerbach poprvé v dějinách filosofie promyslel ateismus se všemi důsledky, odmítl vše nadsmyslové a soustředil se na člověka jako předmět filosofie. Příroda existuje nezávisle na jakékoli filozofii a člověk je sám jejím produktem. Člověk podle Feuerbacha promítá do náboženství své touhy, dokonalost své vlastní podstaty, ideálního člověka (který ovšem existuje pouze v lidském druhu), a vytváří tak obraz Boha. Hmota není výtvorem ducha, nýbrž duch sám je jen nejvyšším produktem hmoty.  Všechny vlastnosti, které člověk považuje za dobré, připisuje Bohu. Naopak všechny vlastnosti, za něž na sebe není hrdý, připisuje lidskému rodu jako celku (čímž se zbavuje osobní odpovědnosti).
Člověk miluje a považuje lásku za cosi hodnotného, proto Bůh je láska, člověk považuje za hodnotné i utrpení, dobrotu, ba dokonce i vlastní existenci, proto Bůh trpí, je dobrotivý, a proto také existuje – existuje donekonečna. Člověk si podle Feuerbacha vymyslel Boha, aby ukojil svůj egoismus, svou věčnou touhu po blaženosti a štěstí, již však vlastní silou ukojit nemůže – ukojí ji tedy prostřednictvím Boha. Když člověk přikrášlil Boha svými nejlepšími vlastnostmi, ucítil tíhu své vlastní malosti a konečnosti. Tak vznikl rozpor patrný zvláště v křesťanství, jež považuje Boha za čistě duchovní bytost a vzhlížeje k němu, odvrátilo se nejen od špatných, ale i od dobrých stránek pozemského světa.
Feuerbach míní, že filosofie je tu proto, aby převzala úkoly teologie a obrátila svůj zrak na člověka, tedy na člověka skutečného, a nikoliv idealizovaného člověka-Boha. Podle Feuerbacha tak filosofie splyne s antropologií a fyziologií v univerzální vědu. Nové náboženství humanity bude založeno na mravnosti. Ideál člověka vidí Feuerbach ve státu, obci, v níž by se harmonicky spojil člověčí egoismus s altruismem, jak Feuerbach říká, s komunismem. Na Feuerbachův empirický antropologický materialismus navázali také Karl Marx a Friedrich Engels svými teoriemi historického a dialektického materialismu 

## Citát
| „                                                  | Kdykoli je morálka založena na theologii, kdykoli to, co má být správné, závisí na božském představiteli, pak ty nejnemorálnější, nejnespravedlnější, nejostudnější věci mohou být ospravedlněny a omluveny. | “ |
| — Ludwig A. Feuerbach, The Essence of Christianity | |   |

## České překlady
- Ludwig Feuerbach: Podstata křesťanství. SNPL, 1954.